# Campeonato de Fútbol Femenino Regional de Asturias 2013-14
El Campeonato de Fútbol Femenino Regional de Asturias 2013-14 fue la temporada del Campeonato de Fútbol Femenino Regional de Asturias que se disputó entre el 29 de septiembre de 2013 y el 20 de abril de 2014. Era el tercer nivel de competición de la liga española de fútbol femenino y la primera y única categoría de fútbol regional femenino en Asturias (España). 

## Clasificación
| \| \| Regional Asturiana Femenina 2013-2014[1] \| |                                       |    |    |   |    |     |     |      |        |
| Pos.                                              | Equipo                                | J  | G  | E | P  | GF  | GC  | DG   | Puntos |
| 1º                                                | Oviedo Moderno "B"                    | 23 | 20 | 2 | 1  | 113 | 9   | +104 | 62     |
| 2º                                                | CD Femiastur                          | 22 | 18 | 3 | 1  | 128 | 16  | +112 | 57     |
| 3º                                                | Langreo femenino                      | 22 | 18 | 3 | 1  | 112 | 16  | +96  | 57     |
| 4º                                                | Oviedo Moderno "C"                    | 23 | 16 | 1 | 6  | 89  | 38  | +51  | 49     |
| 5º                                                | CD Oviedo 06                          | 22 | 13 | 2 | 7  | 83  | 45  | +38  | 41     |
| 6º                                                | CD Manuel Rubio                       | 22 | 12 | 1 | 9  | 80  | 31  | +49  | 37     |
| 7º                                                | CF Llosalín                           | 22 | 8  | 6 | 8  | 45  | 46  | -1   | 30     |
| 8º                                                | Gijón FF                              | 22 | 7  | 2 | 13 | 46  | 87  | -41  | 23     |
| 9º                                                | UD Llanera                            | 22 | 6  | 3 | 13 | 49  | 62  | -13  | 21     |
| 10º                                               | CD Vallobín                           | 22 | 4  | 5 | 13 | 23  | 64  | -41  | 17     |
| 11º                                               | CD Femiastur B                        | 22 | 2  | 2 | 18 | 19  | 102 | -83  | 8      |
| 12º                                               | UD Prados San Julián                  | 22 | 2  | 2 | 18 | 10  | 122 | -112 | 8      |
| 13º                                               | C Hispano                             | 22 | 1  | 2 | 19 | 9   | 168 | -159 | 5      |
|                                                   | Regional Asturiana Femenina 2013-2014 |    |    |   |    |     |     |      |        |